# 穆萨·莫古什科夫
穆萨·霍日-艾哈迈托维奇·莫古什科夫（俄语：Муса Хож-Ахматович Могушков，1988年2月6日—），俄罗斯男子柔道运动员，2011年世界柔道锦标赛男子66公斤级铜牌得主、2014年世界柔道锦标赛男子73公斤级铜牌得主、2018年世界柔道锦标赛混合团体铜牌得主。